# Grasshopper Club Zürich 2003-2004
Questa voce raccoglie le informazioni riguardanti il Grasshopper Club Zürich nelle competizioni ufficiali della stagione 2003-2004.

## Stagione
Nella stagione 2003-2004 il Grasshoppers, allenato da Marcel Koller, Carlos Bernegger e Alain Geiger, concluse il campionato di Super League al 7º posto. In Champions League il Grasshoppers fu eliminato al terzo turno dall'AEK Atene. In Coppa UEFA il Grasshoppers fu eliminato al primo turno dall'Hajduk Spalato.

## Rosa
| N. |                          | Ruolo | Calciatore        |
| -- | ------------------------ | ----- | ----------------- |
| 1  | Svizzera (bandiera)      | P     | Fabrice Borer     |
| 2  | Argentina (bandiera)     | D     | Fernando Gamboa   |
| 4  | Svizzera (bandiera)      | C     | Feliciano Magro   |
| 5  | Svizzera (bandiera)      | D     | Rijat Shala       |
| 7  | Romania (bandiera)       | C     | Mihai Tararache   |
| 8  | Brasile (bandiera)       | A     | Eduardo           |
| 9  | Croazia (bandiera)       | A     | Mladen Petrić     |
| 10 | Romania (bandiera)       | A     | Ionel Gane        |
| 11 | Turchia (bandiera)       | A     | Önder Çengel      |
| 12 | Svizzera (bandiera)      | D     | Marc Lütolf       |
| 13 | Svizzera (bandiera)      | D     | Luca Denicolá     |
| 14 | Svizzera (bandiera)      | D     | Roland Schwegler  |
| 15 | Svizzera (bandiera)      | C     | Ricardo Cabanas   |
| 16 | Svizzera (bandiera)      | D     | Pascal Castillo   |
| 17 | Svizzera (bandiera)      | D     | Christoph Spycher |
| 18 | Liechtenstein (bandiera) | P     | Peter Jehle       |
| 19 | Svizzera (bandiera)      | D     | Scott Sutter      |

| N. |                                | Ruolo | Calciatore           |
| -- | ------------------------------ | ----- | -------------------- |
| 20 | Uruguay (bandiera)             | C     | Martín Ligüera       |
| 21 | Svizzera (bandiera)            | C     | Reto Ziegler         |
| 22 | Serbia e Montenegro (bandiera) | A     | Miloš Malenović      |
| 23 | Svizzera (bandiera)            | D     | Stephan Lichtsteiner |
| 24 | Haiti (bandiera)               | D     | Kim Jaggy            |
| 25 | Uruguay (bandiera)             | C     | Richard Núñez        |
| 26 | Macedonia del Nord (bandiera)  | D     | Aleksandar Mitreski  |
| 27 | Nigeria (bandiera)             | A     | Femi Opabunmi        |
| 28 | Capo Verde (bandiera)          | C     | Marco Lópes          |
| 29 | Portogallo (bandiera)          | C     | Carlos da Silva      |
| 30 | Svizzera (bandiera)            | P     | Eldin Jakupović      |
| 31 | Svizzera (bandiera)            | C     | Manuel Bühler        |
| 32 | Svizzera (bandiera)            | D     | Haris Avdic          |
| 34 | Svizzera (bandiera)            | C     | Allmir Ademi         |
| 35 | Serbia e Montenegro (bandiera) | C     | Vero Salatic         |
| 36 | Svizzera (bandiera)            | C     | Stefan Kohler        |

## Organigramma societario
Area tecnica
- Allenatore: Alain Geiger
- Allenatore in seconda: Mats Gren
- Preparatore dei portieri:
- Preparatori atletici:

## Calciomercato

### Sessione estiva
| Acquisti | Acquisti        | Acquisti        | Acquisti |
| R.       | Nome            | da              | Modalità |
| -------- | --------------- | --------------- | -------- |
| C        | Allmir Ademi    | Sciaffusa       |          |
| C        | Manuel Bühler   | Aarau           |          |
| C        | José Chatruc    | San Lorenzo     |          |
| A        | Ionel Gane      | San Gallo       |          |
| C        | Stefan Kohler   | Grasshoppers II |          |
| C        | Feliciano Magro | Udinese         |          |
| A        | Alfred Omofefe  | Julius Berger   |          |
| D        | Rijat Shala     | Sciaffusa       |          |
| D        | Scott Sutter    | Charlton U18    |          |

| Cessioni | Cessioni            | Cessioni                             | Cessioni |
| R.       | Nome                | a                                    | Modalità |
| -------- | ------------------- | ------------------------------------ | -------- |
| A        | Antonio Barijho     | Boca Juniors                         |          |
| C        | Mate Baturina       | Bnei Yehuda                          |          |
| C        | Ricardo Cabanas     | Guingamp                             |          |
| C        | Roland Dancs        | Honvéd                               |          |
| C        | Andres Gerber       | Thun                                 |          |
| D        | Marc Hodel          | Wohlen                               |          |
| C        | Baykal Kulaksızoğlu | Thun                                 |          |
| D        | Yassine Mikari      | Lucerna                              |          |
| A        | Sebastián Rozental  | Template:Calcio Universidad Católica |          |
| D        | Reto Zanni          | Thun                                 |          |

### Sessione invernale
| Acquisti | Acquisti       | Acquisti   | Acquisti |
| R.       | Nome           | da         | Modalità |
| -------- | -------------- | ---------- | -------- |
| A        | Önder Çengel   | Winterthur |          |
| D        | Luca Denicolá  | Aarau      |          |
| C        | Martín Ligüera | Maiorca    |          |

| Cessioni | Cessioni        | Cessioni      | Cessioni |
| R.       | Nome            | a             | Modalità |
| -------- | --------------- | ------------- | -------- |
| A        | Alfred Omofefe  | Julius Berger |          |
| A        | Fabio Digenti   | Sciaffusa     |          |
| C        | José Chatruc    | Barcelona SC  |          |
| D        | Siqueira Barras | Winterthur    |          |

## Risultati

### Super League

#### Prima fase, girone di andata
| Arbitro: | Nobs |

|  |           |                      |
|  | Marcatori | 53’ (aut.) Schwegler |

| Arbitro: | Wildhaber |

|                       |           |                  |
| Varela 20’ Walker 52’ | Marcatori | 30’ (rig.) Núñez |

| Arbitro: | Meier |

|                                        |           |                                   |
| Núñez 9’, 65’ Petrić 19’, 85’ Gane 90’ | Marcatori | 21’ Renggli 58’ Callà 75’ Fabinho |

| Arbitro: | Etter |

|                                    |           |                       |
| Renfer 15’ Santos 39’ Raimondi 48’ | Marcatori | 36’ Núñez 56’ Chatruc |

| Arbitro: | Busacca |

|               |           |               |
| Tararache 90’ | Marcatori | 35’ Aziawonou |

| Arbitro: | Salm |

|           |           |  |
| Núñez 64’ | Marcatori |  |

| Arbitro: | Circhetta |

|           |           |                     |
| Naldo 37’ | Marcatori | 33’ Núñez 38’ Magro |

| Arbitro: | Nobs |

|  |           |                                        |
|  | Marcatori | 39’ Yakın 52’, 82’ Streller 58’ Huggel |

| Arbitro: | Petignat |

|                                                    |           |  |
| Chapuisat 28’ (rig.), 59’ Descloux 43’ Leandro 80’ | Marcatori |  |

#### Prima fase, girone di ritorno
| Arbitro: | Leuba |

|                                    |           |                  |
| M'Futi 8’ Forschelet 65’ Ojong 83’ | Marcatori | 68’ Lichtsteiner |

| Arbitro: | Meier |

|                                |           |                           |
| Spycher 50’ Vanetta 67’ (aut.) | Marcatori | 22’ Seoane 51’, 62’ Bieli |

| Arbitro: | Beck |

|                |           |                      |
| Callà 63’, 90’ | Marcatori | 58’ (aut.) Montandon |

| Arbitro: | Bertolini |

|                      |           |            |
| Eduardo 3’ Núñez 79’ | Marcatori | 75’ Hodžić |

| Arbitro: | Brugger |

|                              |           |               |
| Obradović 24’, 36’ Kader 75’ | Marcatori | 68’, 89’ Gane |

| Arbitro: | Busacca |

|  |           |                             |
|  | Marcatori | 45’ Petrić 50’ (rig.) Núñez |

| Arbitro: | Circhetta |

|                                                              |           |                              |
| Spycher 16’ Gane 19’ Núñez 34’ (rig.) Eduardo 45’ Petrić 64’ | Marcatori | 42’ Tachie-Mensah 57’ Balmer |

| Arbitro: | Beck |

|                                                              |           |                     |
| Cantaluppi 14’ Streller 15’, 42’ Chipperfield 50’ Huggel 55’ | Marcatori | 11’ Silva 90’ Magro |

| Arbitro: | Salm |

|                                |           |                                      |
| Eduardo 4’ Petrić 37’ Gane 53’ | Marcatori | 35’ Magnin 40’ Leandro 88’ Giallanza |

#### Seconda fase, girone di andata
| Arbitro: | Circhetta |

|           |           |  |
| Núñez 67’ | Marcatori |  |

| Arbitro: | Busacca |

|                  |           |                  |
| Degen 9’ Tum 30’ | Marcatori | 59’, 63’ Eduardo |

| Arbitro: | Nobs |

|                    |           |                   |
| Gane 23’, 50’, 73’ | Marcatori | 38’, 90’ Barnetta |

| Arbitro: | Leuba |

|            |           |                        |
| Hodžić 75’ | Marcatori | 17’ Cabanas 67’ Petrić |

| Arbitro: | Salm |

|           |           |                         |
| Núñez 37’ | Marcatori | 44’ Chihab 47’ Di Jorio |

| Arbitro: | Rutz |

|                                   |           |               |
| Kavelashvili 15’ Citko 45’ (rig.) | Marcatori | 11’, 24’ Gane |

| Arbitro: | Wermelinger |

|             |           |                         |
| Cabanas 27’ | Marcatori | 24’ Renggli 77’ Mordeku |

| Arbitro: | Bertolini |

|                                    |           |  |
| Mesbah 37’ Kader 39’ Zambrella 55’ | Marcatori |  |

| Arbitro: | Petignat |

|                                |           |                           |
| Gane 7’, 16’, 36’ Castillo 42’ | Marcatori | 72’ Leandro 90’ Giallanza |

#### Seconda fase, girone di ritorno
| Arbitro: | Laperrière |

|               |           |  |
| Chapuisat 25’ | Marcatori |  |

| Arbitro: | Rutz |

|          |           |                                                     |
| Gane 27’ | Marcatori | 43’, 59’ Kader 62’ Lombardo 66’ Obradović 87’ Dugic |

| Arbitro: | Kever |

|                    |           |                                                 |
| Rogério 24’ (rig.) | Marcatori | 51’ (rig.) Núñez 54’, 58’ Eduardo 60’, 73’ Gane |

| Arbitro: | Nobs |

|                                        |           |            |
| Núñez 25’ (rig.), 29’, 78’ (rig.), 84’ | Marcatori | 80’ Opango |

| Zurigo 2 maggio 2004, ore 16:15 CEST 32ª giornata | Zurigo | 0 – 0 referto | Grasshoppers | Stadio Letzigrund (18 400 spett.)\| Arbitro: \| Meier \| |
| Arbitro:                                          | Meier  |               |              |                                                          |

| Arbitro: | Petignat |

|                               |           |                               |
| Lichtsteiner 34’ Mitreski 67’ | Marcatori | 27’ Lustrinelli 32’, 39’ Rama |

| Arbitro: | Wildhaber |

|                              |           |           |
| Sutter 47’ Tachie-Mensah 51’ | Marcatori | 16’ Núñez |

| Arbitro: | Bertolini |

|  |           |                        |
|  | Marcatori | 33’ Rossi 84’ Barberis |

| Arbitro: | Grossen |

|                   |           |            |
| Rey 22’ Ojong 66’ | Marcatori | 45’ Çengel |

### Champions League

#### Preliminari
| Arbitro: | Poulat |

|           |           |  |
| Núñez 83’ | Marcatori |  |

| Arbitro: | Batista |

|                                                       |           |           |
| Katsouranīs 20’ Lymperopoulos 25’ Castillo 39’ (aut.) | Marcatori | 68’ Núñez |

### Coppa UEFA
| Arbitro: | Kelly |

|             |           |               |
| Eduardo 40’ | Marcatori | 56’ Neretljak |

| Spalato 15 ottobre 2003, ore 17:30 CEST Primo turno - ritorno | Hajduk Spalato | 0 – 0 referto | Grasshoppers | Stadio Poljud (20 000 spett.)\| Arbitro: \| Bossen \| |
| Arbitro:                                                      | Bossen         |               |              |                                                       |

## Statistiche

### Statistiche di squadra
| Competizione     | Punti | In casa | In casa | In casa | In casa | In casa | In casa | In trasferta | In trasferta | In trasferta | In trasferta | In trasferta | In trasferta | Totale | Totale | Totale | Totale | Totale | Totale | DR  |
| Competizione     | Punti | G       | V       | N       | P       | Gf      | Gs      | G            | V            | N            | P            | Gf           | Gs           | G      | V      | N      | P      | Gf     | Gs     | DR  |
| ---------------- | ----- | ------- | ------- | ------- | ------- | ------- | ------- | ------------ | ------------ | ------------ | ------------ | ------------ | ------------ | ------ | ------ | ------ | ------ | ------ | ------ | --- |
| Super League     | 41    | 18      | 8       | 2       | 8       | 36      | 37      | 18           | 4            | 3            | 11           | 26           | 37           | 36     | 12     | 5      | 19     | 62     | 74     | -12 |
| Champions League | -     | 1       | 1       | 0       | 0       | 1       | 0       | 1            | 0            | 0            | 1            | 1            | 3            | 2      | 1      | 0      | 1      | 2      | 3      | -1  |
| Coppa UEFA       | -     | 1       | 0       | 1       | 0       | 1       | 1       | 1            | 0            | 1            | 0            | 0            | 0            | 2      | 0      | 2      | 0      | 1      | 1      | 0   |
| Totale           | 41    | 20      | 9       | 3       | 8       | 38      | 38      | 20           | 4            | 4            | 12           | 27           | 40           | 40     | 13     | 7      | 20     | 65     | 78     | -13 |

### Andamento in campionato
| Giornata  | 1 | 2 | 3 | 4 | 5 | 6 | 7 | 8 | 9 | 10 | 11 | 12 | 13 | 14 | 15 | 16 | 17 | 18 | 19 | 20 | 21 | 22 | 23 | 24 | 25 | 26 | 27 | 28 | 29 | 30 | 31 | 32 | 33 | 34 | 35 | 36 |
| --------- | - | - | - | - | - | - | - | - | - | -- | -- | -- | -- | -- | -- | -- | -- | -- | -- | -- | -- | -- | -- | -- | -- | -- | -- | -- | -- | -- | -- | -- | -- | -- | -- | -- |
| Luogo     | C | T | C | T | C | C | T | C | T | T  | C  | T  | C  | T  | T  | C  | T  | C  | C  | T  | C  | T  | C  | T  | C  | T  | C  | T  | C  | T  | C  | T  | C  | T  | C  | T  |
| Risultato | P | P | V | P | N | V | V | P | P | P  | P  | P  | V  | P  | V  | V  | P  | N  | V  | N  | V  | V  | P  | N  | P  | P  | V  | P  | P  | V  | V  | N  | P  | P  | P  | P  |
| Posizione | 8 | 8 | 6 | 7 | 7 | 6 | 5 | 6 | 6 | 7  | 8  | 8  | 8  | 8  | 6  | 6  | 6  | 7  | 5  | 5  | 4  | 4  | 4  | 4  | 5  | 5  | 5  | 5  | 7  | 7  | 5  | 5  | 6  | 7  | 7  | 7  |

Legenda:

Luogo: C = Casa; T = Trasferta. Risultato: V = Vittoria; N = Pareggio; P = Sconfitta.

### Statistiche dei giocatori
| Giocatore       | Super League | Super League | Super League | Super League | Champions League | Champions League | Champions League | Champions League | Coppa UEFA | Coppa UEFA | Coppa UEFA  | Coppa UEFA | Totale   | Totale | Totale      | Totale     |
| Giocatore       | Presenze     | Reti         | Ammonizioni  | Espulsioni   | Presenze         | Reti             | Ammonizioni      | Espulsioni       | Presenze   | Reti       | Ammonizioni | Espulsioni | Presenze | Reti   | Ammonizioni | Espulsioni |
| --------------- | ------------ | ------------ | ------------ | ------------ | ---------------- | ---------------- | ---------------- | ---------------- | ---------- | ---------- | ----------- | ---------- | -------- | ------ | ----------- | ---------- |
| A. Ademi        | 1            | 0            | 0            | 0            | 0                | 0                | 0                | 0                | 0          | 0          | 0           | 0          | 1        | 0      | 0           | 0          |
| H. Avdic        | 1            | 0            | 0            | 0            | 0                | 0                | 0                | 0                | 0          | 0          | 0           | 0          | 1        | 0      | 0           | 0          |
| S. Barras       | 2            | 0            | 0            | 0            | 0                | 0                | 0                | 0                | 0          | 0          | 0           | 0          | 2        | 0      | 0           | 0          |
| F. Borer        | 29           | 0            | 0            | 0            | 2                | 0                | 0                | 0                | 2          | 0          | 0           | 0          | 33       | 0      | 0           | 0          |
| M. Bühler       | 9            | 0            | 1            | 0            | 0                | 0                | 0                | 0                | 0          | 0          | 0           | 0          | 9        | 0      | 1           | 0          |
| R. Cabanas      | 10           | 2            | 5            | 0            | 0                | 0                | 0                | 0                | 0          | 0          | 0           | 0          | 10       | 2      | 5           | 0          |
| P. Castillo     | 26           | 1            | 4            | 0            | 2                | 0                | 0                | 1                | 0          | 0          | 0           | 0          | 28       | 1      | 4           | 1          |
| J. Chatruc      | 13           | 1            | 4            | 0            | 2                | 0                | 1                | 0                | 2          | 0          | 0           | 0          | 17       | 1      | 5           | 0          |
| L. Denicolá     | 8            | 0            | 0            | 0            | 0                | 0                | 0                | 0                | 0          | 0          | 0           | 0          | 8        | 0      | 0           | 0          |
| F. Digenti      | 3            | 0            | 0            | 0            | 0                | 0                | 0                | 0                | 0          | 0          | 0           | 0          | 3        | 0      | 0           | 0          |
| E. Eduardo      | 21           | 7            | 2            | 1            | 2                | 0                | 0                | 0                | 2          | 1          | 0           | 0          | 25       | 8      | 2           | 1          |
| E. Figueira     | 0            | 0            | 0            | 0            | 0                | 0                | 0                | 0                | 0          | 0          | 0           | 0          | 0        | 0      | 0           | 0          |
| F. Gamboa       | 23           | 0            | 1            | 1            | 2                | 0                | 1                | 0                | 0          | 0          | 0           | 0          | 25       | 0      | 2           | 1          |
| I. Gane         | 31           | 16           | 3            | 2            | 1                | 0                | 0                | 0                | 2          | 0          | 0           | 0          | 34       | 16     | 3           | 2          |
| K. Jaggy        | 17           | 0            | 2            | 0            | 0                | 0                | 0                | 0                | 2          | 0          | 0           | 0          | 19       | 0      | 2           | 0          |
| E. Jakupović    | 0            | 0            | 0            | 0            | 0                | 0                | 0                | 0                | 0          | 0          | 0           | 0          | 0        | 0      | 0           | 0          |
| P. Jehle        | 7            | 0            | 0            | 0            | 0                | 0                | 0                | 0                | 0          | 0          | 0           | 0          | 7        | 0      | 0           | 0          |
| S. Kohler       | 1            | 0            | 0            | 0            | 0                | 0                | 0                | 0                | 0          | 0          | 0           | 0          | 1        | 0      | 0           | 0          |
| S. Lichtsteiner | 26           | 2            | 8            | 1            | 2                | 0                | 0                | 0                | 2          | 0          | 0           | 0          | 30       | 2      | 8           | 1          |
| M. Ligüera      | 0            | 0            | 0            | 0            | 0                | 0                | 0                | 0                | 0          | 0          | 0           | 0          | 0        | 0      | 0           | 0          |
| M. Lópes        | 1            | 0            | 0            | 0            | 0                | 0                | 0                | 0                | 0          | 0          | 0           | 0          | 1        | 0      | 0           | 0          |
| M. Lütolf       | 0            | 0            | 0            | 0            | 0                | 0                | 0                | 0                | 0          | 0          | 0           | 0          | 0        | 0      | 0           | 0          |
| F. Magro        | 17           | 2            | 1            | 0            | 2                | 0                | 0                | 0                | 2          | 0          | 1           | 0          | 21       | 2      | 2           | 0          |
| M. Malenović    | 1            | 0            | 0            | 0            | 0                | 0                | 0                | 0                | 0          | 0          | 0           | 0          | 1        | 0      | 0           | 0          |
| A. Mitreski     | 30           | 1            | 4            | 2            | 2                | 0                | 0                | 0                | 0          | 0          | 0           | 0          | 32       | 1      | 4           | 2          |
| R. Núñez        | 33           | 17           | 2            | 0            | 2                | 2                | 0                | 0                | 2          | 0          | 0           | 0          | 37       | 19     | 2           | 0          |
| A. Omofefe      | 7            | 0            | 1            | 0            | 1                | 0                | 1                | 0                | 0          | 0          | 0           | 0          | 8        | 0      | 2           | 0          |
| F. Opabunmi     | 14           | 0            | 1            | 0            | 0                | 0                | 0                | 0                | 2          | 0          | 1           | 0          | 16       | 0      | 2           | 0          |
| C. Pascariello  | 1            | 0            | 0            | 0            | 0                | 0                | 0                | 0                | 0          | 0          | 0           | 0          | 1        | 0      | 0           | 0          |
| M. Petrić       | 28           | 6            | 1            | 0            | 2                | 0                | 1                | 0                | 2          | 0          | 0           | 0          | 32       | 6      | 2           | 0          |
| V. Salatic      | 10           | 0            | 3            | 0            | 0                | 0                | 0                | 0                | 1          | 0          | 0           | 0          | 11       | 0      | 3           | 0          |
| R. Schwegler    | 12           | 0            | 3            | 0            | 0                | 0                | 0                | 0                | 1          | 0          | 0           | 0          | 13       | 0      | 3           | 0          |
| R. Shala        | 20           | 0            | 7            | 0            | 0                | 0                | 0                | 0                | 1          | 0          | 0           | 0          | 21       | 0      | 7           | 0          |
| C. Silva        | 22           | 1            | 2            | 0            | 0                | 0                | 0                | 0                | 0          | 0          | 0           | 0          | 22       | 1      | 2           | 0          |
| C. Spycher      | 28           | 2            | 3            | 0            | 2                | 0                | 0                | 0                | 2          | 0          | 0           | 0          | 32       | 2      | 3           | 0          |
| S. Sutter       | 1            | 0            | 0            | 0            | 0                | 0                | 0                | 0                | 0          | 0          | 0           | 0          | 1        | 0      | 0           | 0          |
| M. Tararache    | 16           | 1            | 8            | 0            | 2                | 0                | 1                | 0                | 0          | 0          | 0           | 0          | 18       | 1      | 9           | 0          |
| R. Ziegler      | 28           | 0            | 1            | 0            | 0                | 0                | 0                | 0                | 0          | 0          | 0           | 0          | 28       | 0      | 1           | 0          |
| Ö. Çengel       | 3            | 1            | 0            | 0            | 0                | 0                | 0                | 0                | 0          | 0          | 0           | 0          | 3        | 1      | 0           | 0          |